# 克里斯蒂安·凯勒
克里斯蒂安·凯勒（德語：Christian Keller，1972年8月3日—），德国男子游泳运动员。他曾代表德国参加1992年、1996年、2000年和2004年夏季奥林匹克运动会游泳比赛，其中1996年奥运会获得一枚铜牌。